# Walter Brack
Walter Brack (Berlín, 20 de novembre de 1880 - Berlín, 19 de juliol de 1919) va ser un nedador alemany de primers del segle xx, que va prendre part en els Jocs Olímpics de 1904.
Especialista en les proves de braça i esquena va guanyar la medalla d'or en la cursa de les 100 iardes esquena i la plata en les 440 iardes braça.